# Raivaaja
Raivaaja var en finskspråkig tidning som 1905–2009 utgavs i Fitchburg, Massachusetts. 
Raivaaja var den äldsta periodiska publikationen på finska utanför Finlands gränser. Den var en daglig tidning på 1920-talet med en upplaga på inemot 20 000 exemplar. Den utgavs som veckotidning från 1976 och hade vid hundraårsjubileet 2005 en upplaga på omkring 2 000 exemplar.